# 半衰期：爱莉克斯
《半衰期：爱莉克斯》（中国大陆又译作）是由Valve开发并发行的虚拟现实（VR）第一人称射击游戏。故事发生在《半衰期2》之前，玩家控制爱莉克斯·凡斯和她的父亲伊莱在对抗联合军。这是自2007年《半衰期2：第二章》以来半衰期系列的首款新作，于2020年3月23日在Windows上发布。
遊戲發售後獲得了業界非常優秀的評價，其中更是被一些媒體稱為VR的「殺手級應用」。

## 前提
《半衰期：爱莉克斯》使用虚拟现实（VR）设备进行游戏。它支持所有PC兼容的VR头盔，包括Valve Index、HTC Vive、Oculus Rift、Oculus Quest和Windows Mixed Reality。由于游戏玩法是围绕VR设计的，Valve表示他们没有计划推出非VR版本。《半衰期：爱莉克斯》通过Steam Workshop支持用户遊戲模組。目前已有支持键鼠的非vr操作模组。

## 剧情简介
地球已陷入外星势力联合军的统治下，仅存的人类被圈禁在城市中。在 17 号城市，联合军镇压反抗军的行动中，爱莉克斯·凡斯 (奥兹玛·阿卡加 饰) 和她的父亲 伊莱 (詹姆斯·摩西·布莱克 饰) 被联合军抓捕。反抗军同伴罗素 (瑞斯·达比 饰) 救出了爱莉克斯，并说出联合军正计划将伊莱押送到诺瓦矿场进行审讯，艾莉克斯从罗素的藏身所获得了重力手套，开始了一场营救行动。
爱莉克斯 冒险进入隔离区，17 号城市中一个被外星生物占领的区域，在那里遇到一个名叫 Gary（托尼·托德饰）的弗地岗。请求爱莉克斯拯救他的弗地岗同伴，并预见到伊莱的死亡。爱莉克斯 用计使载着 伊莱 的列车脱轨，Gary 从列车残骸中救出了 伊莱。拘留期间，伊莱 得知联合军在隔离区内的金库中存放了一件超级武器。他告诉 爱利克斯 前往金库并夺取超级武器。
爱利克斯 一路战胜联合军军队，关闭了一座让金库保持浮空的发电站。发现每个电站都由被奴役的弗地岗提供动力。她救出了所在发电站的弗地岗，弗地岗承诺会帮忙摧毁其余的发电站。途中，伊莱联系了爱莉克斯，警告金库并非超级武器，而是用来关押联合军发现的“某物”的监狱。罗素认为监狱里关押着戈登·弗里曼，爱莉克斯前往控制台让金库坠毁在地。然而，她并没有在里面找到弗里曼，而是释放了 G-Man。
作为释放他的奖励，G-Man 向爱丽克斯提供服务。她要求将联合军从地球上赶出，但 G-Man 说这不符合他“雇主”的利益。相反，他向她展示了五年后的景象，伊莱在白森林被联合军顾问杀死，并让她有机会改变结果。爱丽克斯遵从了，杀死了联合军顾问，救了她的父亲。G-Man 告诉爱丽克斯，她已经证明自己有能力取代弗里曼，而他对弗里曼越来越不满。尽管 艾莉克斯 抵抗，G-Man还是将她置于静止状态并离开。五年后，弗里曼在白森林恢复意识并与伊莱重聚。伊莱意识到 G-Man 带走了 艾莉克斯，便宣布要打倒G-Man，并将撬棍交给弗里曼。

## 評價
《戰慄時空：艾莉克絲》發售後獲得了業界非常優秀的評價，在Steam上的評價為「壓倒性好評」。其中VG247、Tom's Hardware和Video Games Chronicle的評論者都表示本作是VR的「殺手級應用」。IGN更是給出了10分滿分。IGN評論者Dan Stapleton表示，當VR開始慢慢變成現實時，我們還在幻想最想利用VR技術去暢遊哪一個遊戲，《半衰期》就是我名單上的第一名（與《生化奇兵》並列）。在這幾年的VR發展歷程中，《半衰期：艾莉克絲》不但有潛力實現，還有可能超越，本作在交互性、材質細節以及關卡設計上均開設出新的標準，這顯示出當世界一流的開發人員全心投入新技術領域時所會發生的成果，從很多面向來說，本作的水準像是來自於未來，而其他的VR遊戲可能要花很長的時間才能並肩，但超越不知道是何時的事了。
销售
在 艾利克斯 预告片发布后一周内，Valve Index 头显、控制器和基地台在美国、加拿大和欧洲全部售罄。到 2020 年 1 月中旬，它们在贩卖的所有 31 个地区均已售罄。 据 Superdata 称，由于 Alyx 的发布，Valve 在 2019 年第四季度售出了 103,000 台 Index 设备，而 2019 年全年共售出 149,000 台，它是该季度销量最高的 PC 用 VR 头显。尽管 Valve 预计会在 Alyx 发布前及时提供被预购的 Index 头显，但 COVID-19 疫情限制了他们的供应链。
Valve 的 Greg Coomer 表示，Valve 知道很多人不会在 Alyx 发布时游玩，而且它的受众“目前相对较小”。加布·纽维尔将其描述为对长期技术的“前瞻性投资”。

### 获奖
| 年份 | 奖项     | 分类          | 结果 | 参考   |
| ---- | -------- | ------------- | ---- | ------ |
| 2020 | VR大奖   | 年度游戏      | 獲獎 | [ 23 ] |
| 2020 | 游戏大奖 | 最佳游戏指导  | 提名 | [ 24 ] |
| 2020 | 游戏大奖 | 最佳音频设计  | 提名 | [ 24 ] |
| 2020 | 游戏大奖 | 最佳VR/AR游戏 | 獲獎 | [ 24 ] |
| 2020 | 游戏大奖 | 最佳动作游戏  | 提名 | [ 24 ] |

## 事件

### 造成Valve Index缺貨
在本作於2019年11月發表之後，Valve自家的VR裝置Valve Index就一直處於缺貨狀態，尤其在2020年，受新冠肺炎疫情和本作正式發售的影響，缺貨現象更是嚴重。

### 中国大陆译名问题
由于代理商翻译问题，游戏名称“Half-Life”在中国大陆长期称为“半条命”，与该词语的本意并不一致。直到20多年后，游戏的官方中文名称才因为本作发布而改为“半衰期”。